# Lamar (herb szlachecki)

Lamar w opracowaniu Tadeusza Gajla

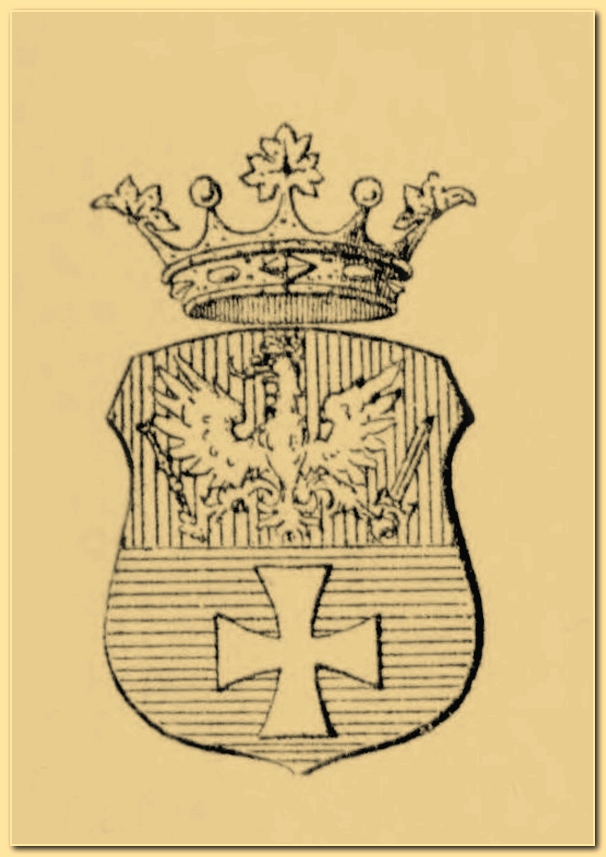
Lamar herb według Juliusza Ostrowskiego

Lamar (Lamara,  Lamare,  Lamarie) − polski  herb szlachecki, herb własny z indygenatu, herb pochodzenia neapolitańskiego.

## Opis herbu
Opis herbu z wykorzystaniem klasycznych zasad blazonowania:
Na tarczy dzielonej w pas, w polu górnym, czerwonym, orzeł srebrny w koronie trzymający berło i miecz; w polu dolnym, błękitnym, krzyż jerozolimski.
Klejnot  –  nieznany.
Labry z prawej czerwone, podbite srebrem, z lewej błękitne, podbite srebrem.

## Wzmianki heraldyczne
W 1578 król Stefan Batory potwierdził szlachectwo  Franciszka Dellamare, szlachcica neapolitańskiego.

Do swojego dawnego herbu miał dodanego Orła Białego, na czerwonym polu.

W  1726 potwierdzenie szlachectwa uzyskał   generał-adiutant  Piotr de Lamar (de Lamar).

## Herbowni
Jedna rodzina herbownych (herb własny):
Lamar (Lamara, Lamarie, Delamare, de Lamare).